# Azione!
Il termine Azione!, nel campo della cinematografia, è usato dal regista, dopo che il tecnico del suono ha avviato la registrazione del sonoro e l'operatore alla macchina ha azionato la cinepresa, per annunciare agli attori l'inizio della scena da riprendere.

## Utilizzo
Prima di annunciare Azione!, il regista dice Motore! per chiedere di iniziare a registrare il sonoro, ricevendo dai fonici la risposta Partito!, l'operatore avvia la ripresa video annunciando il ciak, termine che è anche il nome della tavoletta con i dati del film che viene posta davanti all'obiettivo all'inizio di ogni ripresa, ed un tecnico abbassa l'asticella di tale tavoletta, producendo un caratteristico schiocco. 
A questo punto viene impartito il comando di azione e, seguendo le istruzioni del regista, gli attori iniziano a recitare la scena in programma e tutti gli elementi davanti alla cinepresa si comportano al fine di ottenere la ripresa.
Il termine viene usato abitualmente in tutte le cinematografie, nelle rispettive lingue.